# Hjalmar Evander
Hjalmar Emmanuel Evander, född 30 mars 1874, död 2 oktober 1949, var en svensk präst.
Evander blev teologie kandidat vid Lunds universitet 1899, kyrkoherde i Halmstad (M-län) och Sireköpinge församling 1904, i Ystads församling 1924. Han blev teologie hedersdoktor vid Lunds universitet 1923, och var från 1918 biträdande lärare vid teologiska fakultetens praktiska avdelning. Evander företrädde den evangelisk-lutherska riktning, som bland annat utformades av Pehr Eklund. Bland hans skrifter märks Religiös koncentration i eskatologien (1923).